# آلپاگور
آلپاگور (به فرانسوی: L'Alpagueur) (معروف به شکارچی شما را خواهد گرفت) یک فیلم سینمایی فرانسوی به نویسندگی و کارگردانی فیلیپ لابرو با بازی ژان-پل بلموندو و برونو کرمر که در سال ۱۹۷۶ میلادی منتشر شد.

## داستان
داستان فیلم «آلپاگور» دربارهٔ یک جاسوس مستقل فرانسوی است که برای تحقیق در مورد یک قاتل زنجیره‌ای به نام قرقی که برای دزدیدن بانک جوانان را استخدام می‌کند و بعد از اتمام کار به قتل می‌رساند، به لس آنجلس می‌رود و….

## پذیرش فیلم
این فیلم با ۱۵۳۳۱۸۳ بیننده در سینما نوزدهمین فیلم پردرآمد سال فرانسه بود.